# Parmelia sulcata
Parmélie à sillons
Classification phylogénétique
Espèce
Parmelia sulcata (du grec parma, « petit bouclier rond », et du latin sulcatus, « sillonné », allusion au réseau de pseudocyphelles) est une espèce de champignons lichénisés de la famille des Parmeliaceae. Il s’agit d’un lichen à répartition cosmopolite, l’une des espèces les plus répandues dans le monde entier.

## Noms vernaculaires
P. sulcata porte plusieurs noms vernaculaires : Parmélie à bouclier martelé, Parmélie à sillons, Parmélie sillonnée, Parmélie striée.

## Description

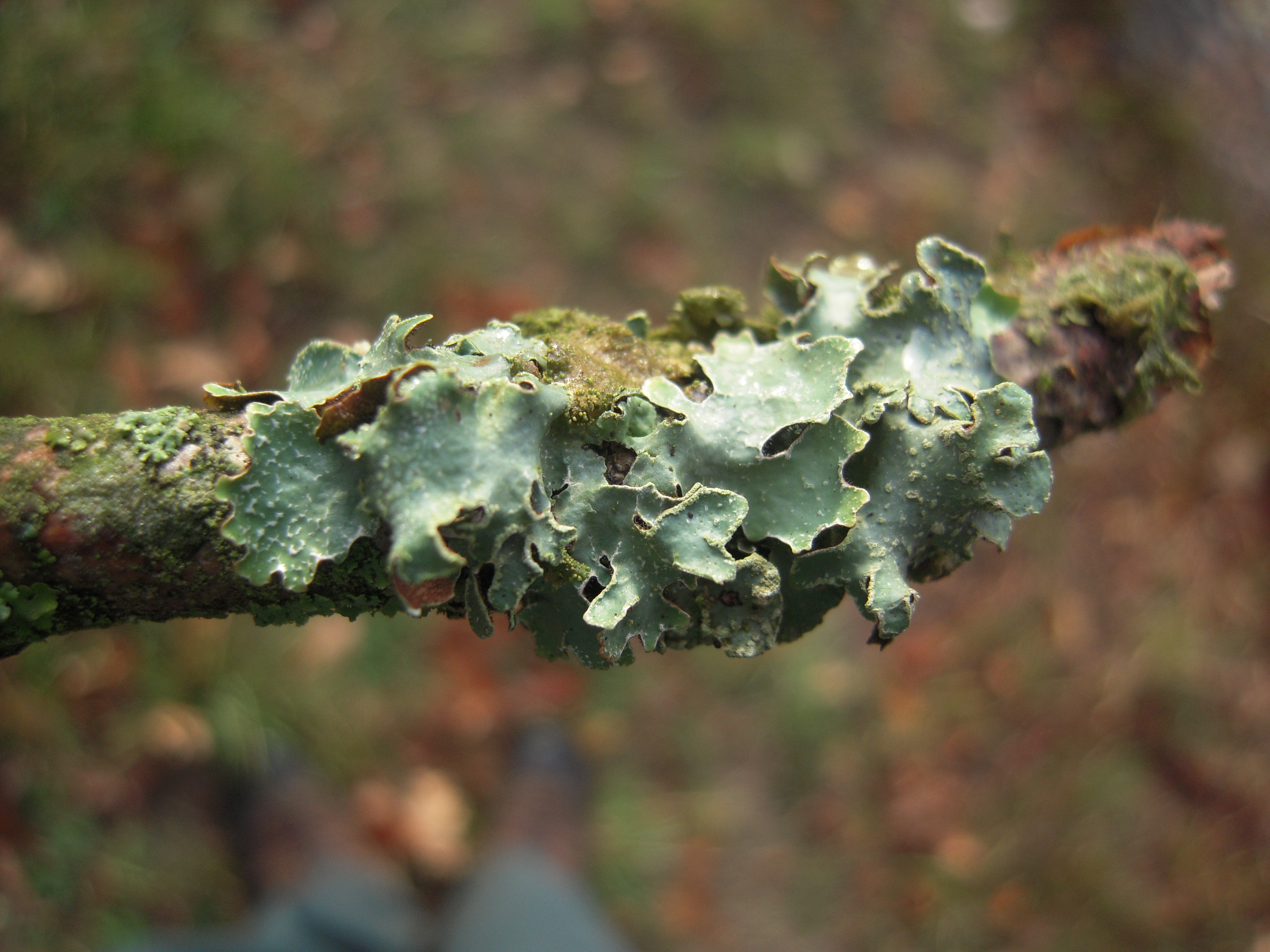
Sur un rameau sec.

Comme chez de nombreuses espèces de Parmelia, le thalle foliacé est constitué de nombreux lobes assez étroits — jusqu’à 5 mm de large —  souvent tronqués aux extrémités, se chevauchant vers le centre du thalle, et qui présentent un réseau caractéristique de fissures blanches faisant plus ou moins saillie sur le thalle et donnant des soralies granuleuses grisâtres. Faiblement adhérent au substrat, il forme des rosettes pouvant atteindre une dizaine de centimètres de diamètre quand il est isolé, mais peut s’étaler sur une vingtaine de centimètres par juxtaposition de plusieurs thalles.
La face supérieure est le plus souvent d’un gris-vert glauque, légèrement bleuté. Caractéristique du genre Parmelia, l’extrémité des lobes est parcourue par un réseau de lignes blanches (pseudocyphelles formant un réseau de sillons d'où l'épithète sulcatus). La face inférieure est noire, plus brune vers l’extrémité des lobes, pourvue de rhizines simples ou fourchues.

## Écologie

### Répartition géographique
Espèce à répartition cosmopolite, P. sulcata est un des lichens les plus abondants en Europe tempérée.

### Habitat
Espèce corticole et lignicole, P. sulcata est très répandue sur les écorces, les branches et les petits rameaux secs de toutes les espèces d'arbres feuillus, mais aussi sur les rochers, en situation éclairée. Caractérisée par une large amplitude écologique (humidité, lumière, pH), la Parmélie sillonnée est peu ou pas nitrophile et relativement toxicotolérante, si bien qu'elle est souvent utilisée en biosurveillance.

## Intérêts
Ce lichen foliacé, tolérant une pollution modérée, est un bioindicateur de pollution atmosphérique. Les écologues utilisent ses capacités accumulatrices de métaux, de radioéléments et de polluants organiques,.